# Lupeolo
Il lupeolo è un triterpene pentaciclico farmacologicamente attivo. È solubile in benzene ed etere ed insolubile in acqua. Si trova anche nel caffè di tarassaco. È il componente principale nella foglia di Camellia japonica.

## Descrizione
Il lupeolo è presente nel lattice di piante della gomma e nei semi di lupino, e in una serie di piante, incluso mango, Acacia visco e Abronia villosa.. Si trova anche nel caffè di tarassaco. È il componente principale nella foglia di Camellia japonica.

## Biosintesi
Il lupeolo è prodotto da diversi organismi dallo squalene 2,3-epossido. Gli scheletri del dammarano e del baccarano si formano come intermedi. Le reazioni sono catalizzate dall'enzima lupeolo sintasi. Un recente studio sulla metabolomica della foglia di Camellia japonica ha rivelato che il lupeolo è prodotto dall'epossido di squalene dove lo squalene svolge il ruolo di precursore.

## Farmacologia
Il lupeolo ha una complessa farmacologia, mostrando proprietà antiprotozoarie, antimicrobiche, antinfiammatorie, antitumorali e chemiopreventive.
I modelli sugli animali suggeriscono che il lupeolo possa agire come agente antinfiammatorio. Uno studio del 1998 ha rilevato che il lupeolo riduce il gonfiore delle zampe nei ratti del 39%, rispetto al 35% dell'indometacina.
Uno studio ha anche trovato una certa attività come inibitore della dipeptidil-peptidasi IV e inibitore della prolil oligopeptidasi ad alte concentrazioni (nell'intervallo millimolare).
È un inibitore efficace in modelli di laboratorio di cancro alla prostata e alla pelle.
Come agente antinfiammatorio, il lupeolo funziona principalmente sul sistema dell'interleuchina. Il lupeolo riduce la produzione di IL-4 (interleuchina 4) da parte delle cellule T-helper di tipo 2.
È stato riscontrato che il lupeolo ha un effetto contraccettivo a causa del suo effetto inibitore sul canale del calcio dello sperma (CatSper).
È stato anche dimostrato che il lupeolo esercita effetti anti-angiogenici e anti-cancro attraverso la sottoregolazione di TNF-alfa e VEGFR-2.